# یواس‌اس کورونادو (ال‌سی‌اس-۴)
یواس‌اس کورونادو (ال‌سی‌اس-۴) (به انگلیسی: USS Coronado (LCS-4)) یک کشتی است که طول آن ۱۲۷٫۴ متر (۴۱۸ فوت) می‌باشد.